# Apresentação de espáduas
Em obstetrícia, uma apresentação de espáduas é uma apresentação anômala no parto em que o bebê se encontra em situação transversa (sua coluna vertebral está perpendicular à da mãe), sendo assim a parte de apresentação (a parte que primeiro entra no canal de parto) um braço, um ombro ou o tronco. Enquanto um bebê pode nascer por parto vaginal quando a cabeça ou a pélvis/pés são a parte de apresentação, geralmente não é possível que um parto seja bem-sucedido com apresentação de espáduas a não ser que se realize uma cesariana (C/S).

## Frequência e causas
As apresentações de espáduas são incomuns (cerca de 0,5% dos nascimentos), pois normalmente, no final da gestação, a cabeça ou a pélvis começam a entrar na parte superior da pelve, fixando o feto em uma posição longitudinal. Não se sabe, em todos os casos de apresentação de espáduas, por que a posição longitudinal não é alcançada, mas as possíveis causas incluem anomalias ósseas da pelve, anormalidades uterinas como malformações ou tumores (miomas), ou outros tumores na pelve ou abdômen. Outros fatores incluem musculatura abdominal flácida, sobredistensão uterina (por exemplo, polidrâmnio), gestação múltipla, placenta prévia, feto pequeno ou com alguma anormalidade. Além disso, se a bolsa amniótica se romper, o ombro ou o braço podem se prender em apresentação de espáduas.

## Diagnóstico
A inspeção do abdome já pode indicar, pois ele se apresenta largo de um lado a outro. Normalmente, a realização das Manobras de Leopold demonstra a posição transversa do feto. O exame de ultrassonografia confirma o diagnóstico e pode indicar possíveis causas, como gestação múltipla ou tumor. No exame vaginal, é evidente a ausência de cabeça ou pés/nádegas.
As apresentações de espáduas são classificadas em quatro tipos, de acordo com a posição da escápula:
- Escápula esquerda anterior (LSA)
- Escápula direita anterior (RSA)
- Escápula esquerda posterior (LSP)
- Escápula direita posterior (RSP)

## Manejo
Enquanto uma posição transversa antes do trabalho de parto pode ser revertida manualmente para uma posição longitudinal, uma vez que o útero começa a contrair, normalmente não é possível realizar manobras de versão. A apresentação de espáduas é indicação para cesariana. Em geral, como o diagnóstico é precoce, o bebê não sofre lesões até o momento do parto. Com a ruptura das membranas, há risco aumentado de prolapso do cordão umbilical, pois o ombro pode não bloquear completamente o canal de parto. Assim, a cesariana deve ser realizada idealmente antes da ruptura das membranas.

### Parto do segundo gemelar
O parto do segundo gemelar em posição transversa com apresentação de espáduas representa uma situação especial que pode permitir o parto vaginal. Como o primeiro gemelar já foi expulso e o colo do útero está completamente dilatado, o obstetra pode realizar uma versão interna, isto é, introduzir a mão no útero, localizar os pés do bebê e convertê-lo para posição pélvica, realizando o parto dessa forma.

### Impactação
Durante o trabalho de parto, o ombro pode ficar preso na pelve, a cabeça em uma fossa ilíaca e a pélvis na outra. Com as contrações subsequentes, o bebê sufoca. O útero continua tentando expulsar o feto impactado e, à medida que o anel de retração se eleva, a musculatura dos segmentos inferiores se torna mais delgada, levando eventualmente à ruptura uterina e à morte da mãe. Apresentações de espáduas impactadas contribuem para a mortalidade materna. Obviamente, uma cesariana deve ser realizada antes da morte fetal, mas mesmo quando o bebê já morreu ou houve impactação, a C/S continua sendo o método de escolha, pois métodos alternativos de parto são potencialmente traumáticos demais para a mãe. Se o bebê for prematuro ou macerado e muito pequeno, já se observou parto espontâneo.

## História

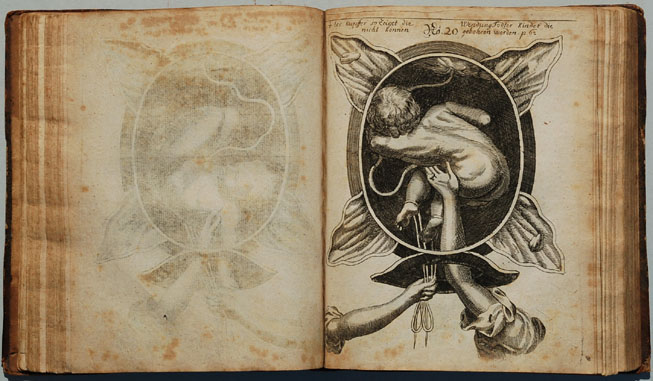
Versão interna segundo Siegemundin, 1690

Antes da realização da C/S, o feto geralmente morria durante trabalho de parto prolongado, e a vida da mãe também estava em risco devido a infecção, ruptura uterina e hemorragia. Em algumas ocasiões, se o bebê estivesse macerado e pequeno, podia colapsar o suficiente para ser expulso. A apresentação de espáduas era uma complicação obstétrica temida.
Em 1690, Justine Siegemundin, uma parteira alemã, publicou Die Kgl. Preußische und Chur-Brandenburgische Hof-Wehemutter. Esse tratado para parteiras demonstrava apresentações anômalas no parto e seu manejo. Ela foi a primeira a descrever um método bimanual de realizar rotação interna do bebê para extraí-lo em posição pélvica (uma variação ainda utilizada hoje para o segundo gemelar, ver acima), usando uma tipoia. O procedimento era útil desde que o feto não estivesse impactado. Uma vez que o útero contraísse fortemente ao redor do bebê, intervenções destrutivas eram usadas para salvar a vida da mãe.